# 喬赫尼亞尼山
15°45′52″S 68°30′6″W / 15.76444°S 68.50167°W
喬赫尼亞尼山（Ch'uxñani），是玻利維亞的山峰，位於該國西部拉巴斯省的拉雷卡哈省，處於哈查瓦伊利亞蓬塔山東南面，屬於安第斯山脈的一部分，海拔高度4,680米。